# Langues katla
Pour les articles homonymes, voir Katla (homonymie).
Les langues katla sont une branche de la famille de langues kordofaniennes (nigéro-congolaises),. Elles sont parlées dans le Kordofan, au Soudan.

## Langues
Les langues katla sont :
- le katla
- le tima